# Малая Бугаевка
Ма́лая Бугае́вка (укр. Мала Бугаївка) — село в Фастовском районе Киевской области Украины. До 19 июля 2020 года входило в состав Васильковского района.
Население по переписи 2001 года составляло 31 человек. Почтовый индекс — 08606. Телефонный код — 4571. Занимает площадь 0,62 км². Код КОАТУУ — 3221484007.